# Шамкин, Даниил Дмитриевич
Дании́л Дми́триевич Ша́мкин (род. 22 июня 2002, Санкт-Петербург) — российский футболист, полузащитник московского «Торпедо».

## Клубная карьера
Уроженец Санкт-Петербурга. В 5 лет успешно прошёл просмотр в Академии ФК «Зенит» (ранее — спортивная школа «Смена»). Первый тренер — Александр Петрович Смыков.
3 марта 2019 года дебютировал на профессиональном уровне в составе фарм-клуба «Зенит-2» в матче первенства ФНЛ против «Шинника».
14 марта 2020 года дебютировал в составе основной команды «Зенита» в домашнем матче 22 тура чемпионата России против «Урала». 
25 ноября 2020 года в гостевом матче с «Лацио» дебютировал в Лиге чемпионов.
21 июля 2021 года перешёл на правах аренды в «Балтику». 24 июля 2021 года дебютировал за клуб в матче против «Оренбурга».
2 июля 2022 года был арендован клубом «КАМАЗ». Провёл за клуб 34 матча и забил 5 голов.
10 июля 2023 года был куплен московским «Торпедо». 17 августа 2024 года в матче Первой лиги против «Нефтехимика» получил разрыв крестообразной связки. В сезоне 2024/25 с клубом стал серебряным призёром Первой лиги.

## Карьера в сборной
В 2018 году стал победителем Мемориала Гранаткина в составе сборной Санкт-Петербурга, забил на турнире три гола (в том числе один в финале), разделив звание лучшего бомбардира турнира с ещё тремя игроками.
В 2019 году за сборную России (до 17 лет) провёл 4 матча на чемпионате Европы (до 17 лет).
Провел 2 матча за сборную России (до 18 лет).

## Статистика выступлений
| Выступление      | Выступление      | Выступление      | Лига | Лига | Кубки | Кубки | Еврокубки | Еврокубки | Итого | Итого |
| Клуб             | Лига             | Сезон            | Игры | Голы | Игры  | Голы  | Игры      | Голы      | Игры  | Голы  |
| ---------------- | ---------------- | ---------------- | ---- | ---- | ----- | ----- | --------- | --------- | ----- | ----- |
| Зенит (СПб)      | РПЛ              | 2019/20          | 4    | 0    | 0     | 0     | 0         | 0         | 4     | 0     |
| Зенит (СПб)      | РПЛ              | 2020/21          | 3    | 0    | 0     | 0     | 2         | 0         | 5     | 0     |
| Зенит (СПб)      | Итого            | Итого            | 7    | 0    | 0     | 0     | 2         | 0         | 9     | 0     |
| → Зенит-2        | ФНЛ              | 2018/19          | 4    | 1    | —     | —     | —         | —         | 4     | 1     |
| → Зенит-2        | ПФЛ              | 2019/20          | 13   | 3    | —     | —     | —         | —         | 13    | 3     |
| → Зенит-2        | ПФЛ              | 2020/21          | 9    | 1    | —     | —     | —         | —         | 9     | 1     |
| → Зенит-2        | Второй дивизион  | 2021/22          | 1    | 1    | —     | —     | —         | —         | 1     | 1     |
| → Зенит-2        | Итого            | Итого            | 27   | 6    | —     | —     | —         | —         | 27    | 6     |
| → Балтика        | Первый дивизион  | 2021/22          | 12   | 0    | 0     | 0     | —         | —         | 12    | 0     |
| → Балтика        | Итого            | Итого            | 12   | 0    | 0     | 0     | —         | —         | 12    | 0     |
| → КАМАЗ          | Первая лига      | 2022/23          | 31   | 5    | 3     | 0     | —         | —         | 34    | 5     |
| → КАМАЗ          | Итого            | Итого            | 31   | 5    | 3     | 0     | —         | —         | 34    | 5     |
| Торпедо (Москва) | Первая лига      | 2023/24          | 23   | 1    | 1     | 0     | —         | —         | 24    | 1     |
| Торпедо (Москва) | Первая лига      | 2024/25          | 6    | 0    | 0     | 0     | —         | —         | 6     | 0     |
| Торпедо (Москва) | Первая лига      | 2025/26          | 4    | 0    | 0     | 0     | —         | —         | 4     | 0     |
| Торпедо (Москва) | Итого            | Итого            | 33   | 1    | 1     | 0     | —         | —         | 34    | 1     |
| Всего за карьеру | Всего за карьеру | Всего за карьеру | 110  | 12   | 4     | 0     | 2         | 0         | 116   | 12    |

## Достижения
«Зенит» (СПб)
- Чемпион России (2): 2019/20, 2020/21
- Бронзовый призёр молодёжного первенства России: 2020/21
- Обладатель Кубка России: 2019/20
- Обладатель Суперкубка России (2): 2020, 2021
- Итого : 5 трофеев

«Зенит-2»
- Серебряный призёр ПФЛ (группа 2): 2020/21
- Бронзовый призёр ПФЛ (зона «Запад»): 2019/20

«Торпедо» (Москва)
- Серебряный призёр Первой лиги: 2024/25